# Stazione di Bushū-Karasawa
La stazione di Bushū-Karasawa (武州唐沢駅?, Bushū-Karasawa-eki) è una stazione ferroviaria della cittadina di Moroyama, nella prefettura di Saitama in Giappone, ed è servita dalla linea Tōbu Ogose, diramazione della linea Tōbu Tōjō delle Ferrovie Tōbu.

## Linee
Ferrovie Tōbu
● Linea Tōbu Ogose

## Struttura
La stazione è dotata di un marciapiede laterale utilizzato per entrambe le direzioni di marcia.
| 1 | ● Linea Tōbu Ogose | per Ogose e Sakado |

## Stazioni adiacenti
| «            | Servizio    | »           |
| Linea Ogose  | Linea Ogose | Linea Ogose |
| ------------ | ----------- | ----------- |
| Higashi-Moro | Locale      | Ogose       |